# Ornebius noumeensis
Ornebius noumeensis är en insektsart som beskrevs av Bolívar, I. 1882. Ornebius noumeensis ingår i släktet Ornebius och familjen Mogoplistidae. Inga underarter finns listade i Catalogue of Life.